# Can Tria de Mata
Can Tria de Mata és una masia de Mataró (Maresme) situada a l'antic veïnat de Mata, declarada bé cultural d'interès local amb una torre de defensa declarada com a bé cultural d'interès nacional. És un edifici civil, un conjunt arquitectònic que està format per una masia i una torre de defensa inicialment separada de la casa i avui dia unida per un petit passadís.

## Torre
La torre és de planta quadrangular situada al costat de la masia. Consta de planta baixa i quatre pisos i té la coberta a quatre vessants. A l'interior, els tres primers pisos estan coberts amb volta. A la façana principal s'obre una finestra per pis. La de la planta noble està flanquejada per dues columnetes d'ordre compost sobre daus que aguanten un entaulament que sobresurt on hi ha les columnes; l'ampit està motllurat i descansa sobre dues mènsules. Les finestres del segon i tercer pis són amb llindes i tenen l'ampit i un guardapols amb força volada. A sota de les tres finestres s'obre una espitllera. Destaquen els finestrals renaixentistes, amb pilastres, capitells i entaulament superior.
L'últim pis queda separat de la resta per una petita cornisa i a cada cara s'obre una petita galeria de dues o tres obertures d'arc de mig punt. A la façana principal i una de les laterals hi ha un matacà al pis superior. Aquesta torre, juntament amb la masia, va pertànyer a la família Tria.

## Masia
La masia de Can Tria de Mata consta d'una planta baixa, pis i golfes i està coberta per una teulada de quatre vessants. La distribució interior és la típica de les masies, amb celler, corral i estables. Exteriorment conserva totes les finestres amb llindes, ampits i brancals realitzats amb carreus de pedra, igual que els angles de l'edifici. Presenta un portal d'arc de mig punt dovellat al centre de la façana. L'estil de la casa és més senzill que el de la torre, purament renaixentista i amb un treball molt acurat de la pedra.

## Història

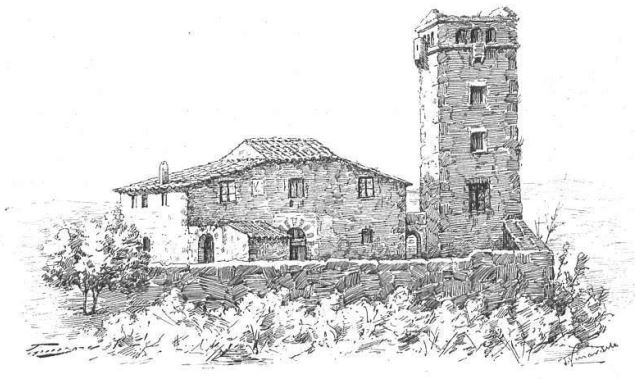
Can Tria de la Mata el 1893

No hi ha documents que certifiquin la data de construcció de la masia i de la torre, però sembla probable que siguin del segle xvi amb reformes del segle xvii. Sabem que del 1552 al 1554, Salvador Tria fou batlle de Mataró i que altres membres de la família, al segle xviii, figuraven entre els prohoms de la ciutat. El que és palpable és el gust senyorial i el coneixement de l'art del moment en la realització de la torre, que té un cert aspecte de palau.